# Fabrizio Buonocore
Fabrizio Buonocore, född 28 april 1977 i Neapel, är en italiensk vattenpolospelare. Han ingick Italiens landslag vid olympiska sommarspelen 2004 och 2008.
Buonocore spelade sju matcher i herrarnas turnering i vattenpolo vid olympiska sommarspelen 2004 där Italien blev åtta och åtta matcher i herrarnas turnering i vattenpolo vid olympiska sommarspelen 2008 där Italien blev nia.
Buonocore ingick i det italienska laget som tog VM-silver 2003 i Barcelona.